# Chirita urticifolia
Chirita urticifolia är en tvåhjärtbladig växtart som beskrevs av Buch.-ham. och David Don. Chirita urticifolia ingår i släktet Chirita och familjen Gesneriaceae. Inga underarter finns listade i Catalogue of Life.